# Federazione calcistica della Tunisia
La Federazione calcistica della Tunisia (fra. Fédération Tunisienne de Football; arabo اتحاد تونس لكرة القدم, acronimo FTF) è l'ente che governa il calcio in Tunisia.
Fondata nel 1956, si è affiliata alla FIFA e alla CAF nel 1960. Ha sede nella capitale Tunisi e controlla il campionato nazionale, la coppa nazionale e la Nazionale del paese.